# Sciomyza testacea
Sciomyza testacea är en tvåvingeart som beskrevs av Macquart 1835. Sciomyza testacea ingår i släktet Sciomyza och familjen kärrflugor. Enligt den svenska rödlistan är arten otillräckligt studerad i Sverige. . Arten har tidigare förekommit på Gotland och Öland men är numera lokalt utdöd. Artens livsmiljö är våtmarker. Inga underarter finns listade i Catalogue of Life.